# Иванов, Дмитрий Алексеевич (рукоборец)
Иванов Дмитрий Алексеевич (род. 5 августа 1972, Чистопольские Выселки, Чистопольский район, Татарская АССР) — российский спортсмен и государственный деятель, Мастер спорта России международного класса по армспорту (с 1995 года). Глава Чистопольского муниципального района с октября 2015 года..

## Биография
Иванов Дмитрий Алексеевич получил образование в нескольких учебных заведениях: в 1991 году окончил Чистопольский совхоз-техникум по специальности «механизация сельского хозяйства», в 2000 году — Казанский государственный педагогический университет по специальности «педагог по физической культуре», а в 2013 году — Казанский (Приволжский) федеральный университет по специальности «инженер системы сельскохозяйственного водоснабжения, обводнения и водоотведения». Прошёл ряд курсов повышения квалификации и стажировок, включая зарубежные .
До начала государственной деятельности трудился инструктором и руководителем в спортивных и промышленных организациях Татарстана. В частности, с 1995 по 2004 годы работал инструктором спортивно-оздоровительного цеха ОАО «Татнефть», а с 2004 по 2010 годы был директором Чистопольского комбината по переработке сельскохозяйственной продукции «Закамье»  .
В 2010—2012 годах занимал должность руководителя Исполнительного комитета Чистопольского муниципального района Республики Татарстан .
С 20 января 2012 года назначен исполняющим обязанности начальника Управления по охране и использованию объектов животного мира Республики Татарстан, с 4 мая 2012 года утверждён в должности .
В 2012—2014 годах — начальник указанного Управления .
С октября 2014 года — руководитель Исполнительного комитета Чистопольского муниципального района, с октября 2015 года — глава Чистопольского муниципального района .

## Спортивные достижения
- Мастер спорта России международного класса по армспорту (с 1995 года)[2].

## Награды и поощрения
- Медаль «За доблестный труд» (Республика Татарстан)[2]
- Ряд других поощрений и ведомственных наград.